# Daemon (álbum de Mayhem)
Daemon es el sexto álbum de estudio de la banda noruega de black metal Mayhem. Fue publicado por Century Media Records el 25 de octubre de 2019 en formatos digitales, mientras un problema de fabricación retrasó el lanzamiento físico hasta el 8 de noviembre de 2019.

## Antecedentes y publicación
La banda entró en el estudio para iniciar las sesiones de grabación de Daemon poco después de la gira de aniversario de De Mysteriis Dom Sathanas Alive, en la que la banda tocó su icónico álbum debut en su totalidad. Durante las entrevistas promocionales, y recordando un suceso ocurrido en 1993, Necrobutcher afirmó que tenía planeado asesinar a Euronymous pero que Varg Vikernes se le adelantó, afirmando también que la policía noruega estaba al tanto de la conspiración de Vikernes para matar a Euronymous. Sin embargo, no proporcionó ninguna prueba para reforzar esta acusación contra la policía del país nórdico.

## Recepción
Daemon ha sido bien recibido por la crítica especializada. El portal Loudersound lo calificó con 4.5 estrellas sobre 5 posibles, comparándolo con el álbum debut De Mysteriis Dom Sathanas. Metal Storm le dio una puntuación de 7.8 sobre 10, asegurando que el álbum "deja atrás el sonido experimental y disonante" de anteriores lanzamientos. En una reseña menos entusiasta, Sputnikmusic lo calificó con tres estrellas sobre cinco, afirmando que se trata de un "álbum sólido de black metal, pero no mucho más".

## Créditos
- Attila Csihar - voz
- Teloch - guitarra
- Ghul - guitarra
- Necrobutcher - bajo
- Hellhammer - batería

## Lista de canciones
Toda la música escrita por Teloch y Ghul. Las letras fueron compuestas por Teloch, excepto la canción 3, compuesta por Necrobutcher, la canción 4, compuesta por Hellhammer y la canción 9, por Ghul.

| N.º | Título                             | Duración |  |
| 1.  | «The Dying False King»             | 3:45     |  |
| 2.  | «Agenda Ignis»                     | 4:34     |  |
| 3.  | «Bad Blood»                        | 4:58     |  |
| 4.  | «Malum»                            | 5:05     |  |
| 5.  | «Falsified and Hated»              | 5:48     |  |
| 6.  | «Aeon Daemonium»                   | 6:03     |  |
| 7.  | «Worthless Abominations Destroyed» | 3:48     |  |
| 8.  | «Daemon Spawn»                     | 6:02     |  |
| 9.  | «Of Worms and Ruins»               | 3:48     |  |
| 10. | «Invoke the Oath»                  | 5:33     |  |